# Vänligen Lars Lerin
Vänligen Lars Lerin är en svensk dokumentäserie på SVT från 2016 där man får följa konstnären Lars Lerin. I programmet träffar Lars Lerin kända svenskar som han intervjuar i sin bostad. Programmet skapades av Filip Hammar och Fredrik Wikingsson efter att de sett och hört Lerin under Sommar i P1 och i dokumentärer. Programmet vann Kristallen 2016 för årets livsstilsprogram.